# Paul Krause
Paul James Krause (Flint, 19 febbraio 1942) è un ex giocatore di football americano statunitense che ha giocato nel ruolo di safety con i Washington Redskins e i Minnesota Vikings della National Football League (NFL). È il detentore del record NFL per intercetti in carriera con 81, messi a segno su 45 differenti quarterback e fu inserito nella Pro Football Hall of Fame nel 1998.

## Carriera professionistica

### Washington Redskins
Krause fu scelto nel corso del secondo giro del Draft NFL 1964 dai Washington Redskins. Nella sua stagione da rookie, Paul guidò la NFL in intercetti con 12, con una striscia di 7 gare consecutive con un intercetto, e fu votato nell'All-NFL first team. Fu inoltre convocato per il primo dei suoi otto Pro Bowl e si classificò al secondo posto dietro al compagno di squadra Charley Taylor nel premio di rookie dell'anno.
Malgrado avesse intercettato 28 passaggi nelle sue prime 4 stagioni coi Redskins, Krause fu scambiato coi Minnesota Vikings per il linebacker Marlin McKeever e una scelta del settimo giro del Draft NFL 1968.

### Minnesota Vikings
Krause rimase ai Vikings fino al suo ritiro avvenuto dopo la stagione 1979. In quel periodo, fu uno dei dieci giocatori dei Vikings ad essere parte di tutte 4 le apparizioni della storia della squadra al Super Bowl (Super Bowl IV, VIII, IX e XI). Krause mise a segno un intercetto nel Super Bowl IV e recuperò un fumble nel Super Bowl IX.
Krause stesso fu come definito il "Center Fielder" dei Vikings a causa del suo successo nel baseball interscolastico e per la sua abilità di mettere a segno gli intercetti.
Attualmente detiene ancora il record NFL con 81 intercetti, ritornati per 1 185 yard e 3 touchdown. Egli stabilì il record nel 1979 contro i Los Angeles Rams, nel secondo quarto della sconfitta ai supplementari per 27-21. Il precedente record di 79 apparteneva a Emlen Tunnell, un altro giocatore proveniente dall'Università dell'Iowa che giocò per i New York Giants e i Green Bay Packers dal 1948 al 1961.
Krause recuperò inoltre 19 fumble, ritornandoli per 163 yard e 3 touchdown. Krause saltò solamente due gare per infortunio nei suoi sedici anni di carriera.

## Palmarès

### Franchigia
- Campionato NFL: 1

Minnesota Vikings: 1969
- National Football Conference Championship: 3

Minnesota Vikings: 1973, 1974, 1976

### Individuale
- Convocazioni al Pro Bowl: 8

1964, 1965, 1969, 1971, 1972, 1973, 1974, 1975
- First-team All-Pro: 4

1964, 1965, 1971, 1975
- Second-team All-Pro: 3

1968, 1969, 1972
- Leader della NFL in intercetti: 1

1964
- Pro Football Hall of Fame (Classe del 1998)
- Minnesota Vikings Ring of Honor (Classe del 1998)
- Squadra ideale del 25º anniversario dei Minnesota Vikings
- Squadra ideale del 40º anniversario dei Minnesota Vikings
- I 50 più grandi Vikings
- 70 Greatest Redskins
- Record NFL per intercetti in carriera (81)